# Albert Capellani
Pour les articles homonymes, voir Capellani.
Albert Capellani, né le 23 août 1874 à Paris 4e et mort le 26 septembre 1931 à Paris 17e, est un réalisateur, scénariste et producteur de cinéma français.
Longtemps tombé dans l'oubli, il est maintenant considéré comme l'un des plus grands pionniers du cinéma mondial, réalisant les premières adaptations cinématographiques des grands classiques de la littérature française en long métrage. Son œuvre est redécouverte à partir des années 2000, grâce notamment au Festival Cinema ritrovato à Bologne (Italie), organisé par la Cinémathèque de Bologne. Plusieurs livres lui sont consacrés, et une rétrospective intégrale de ses films est présentée à la Cinémathèque française du 6 au 24 mars 2013. À cette occasion, l'historien du cinéma Philippe Azoury fait une communication, dans laquelle il considère qu'Albert Capellani est « le chaînon manquant entre les frères Lumière et Jean Renoir. »

## Biographie
Fils d'un banquier, Albert Capellani est d'abord comptable, puis employé de banque. Il entre dans le monde du spectacle en 1904 en devenant administrateur d'un music-hall parisien, L'Alhambra. Et il devient en 1905 metteur en scène chez Pathé Frères aux côtés de Ferdinand Zecca. Il réalise un très grand nombre de films de une ou deux bobines dans tous les genres codifiés par la maison : scènes dramatiques, comédies, scènes de féerie et contes, etc. En 1908, il est nommé directeur artistique de la Société cinématographique des auteurs et gens de lettres (SCAGL), une filiale de Pathé chargée de produire des adaptations littéraires. Il adapte alors à l'écran des classiques comme Les Misérables en 1912 ou encore Germinal en 1913. Il est en train de tourner une adaptation de Quatrevingt-treize en août 1914 lorsque la guerre éclate. Il part au front et est réformé en décembre 1914, pour maladie. Au printemps 1915, il part aux États-Unis, après l'arrivée d'André Antoine au sein de la SCAGL. Sa carrière se poursuit avec succès au sein de diverses sociétés de production : la World Film Corporation, la Selznick Picture Corporation, la Mutual et la Metro. En 1919, il crée sa propre société de production : l'Albert Capellani Productions Inc. À la suite de l'incendie de son laboratoire et à de divers ennuis financiers, la société disparaît en 1920. Capellani travaille alors pour la Cosmopolitan Productions jusqu'en 1922. Dans le courant de l'année 1922, il rentre en France. Il ne tourne plus désormais, à cause de graves problèmes de santé. Il meurt le 26 septembre 1931.
Son frère, Paul Capellani (1877-1960) est un acteur de théâtre et de cinéma (à partir de 1908). Ayant travaillé avec André Antoine, Lucien Guitry et Firmin Gémier, il participe à de nombreuses productions Pathé, sous la direction de son frère, ainsi que d'autres metteurs en scène. En 1915, réformé, il suit son frère aux États-Unis et il travaille sous sa direction à la World Film Corporation. Il revient en France en 1919 et reprend sa carrière sur les planches, ainsi qu'au cinéma. Il abandonne le spectacle dans le courant des années 1930 et il part s'installer à Cagnes-sur-Mer, où il meurt en 1960.
Le fils d'Albert Capellani, Roger Capellani (1905-1940) est également metteur en scène de cinéma dans les années 1930. Il meurt à Zuydcoote le 30 mai 1940.

## Filmographie

### Comme réalisateur

#### En France
Filmographie remise à jour d'après le livre de Christine Leteux, Albert Capellani, cinéaste du romanesque, La Tour verte, 2013.

##### Années 1900
- 1905 : Prestidigitateur pratique
- 1905 : Le Chemineau
- 1906 : La Voix de la conscience
- 1906 : Drame passionnel
- 1906 : La Loi du pardon
- 1906 : Mortelle Idylle
- 1906 : La Fille du sonneur
- 1906 : Pauvre Mère
- 1906 : L'Âge du cœur
- 1906 : La Femme du lutteur
- 1906 : Aladin ou la Lampe merveilleuse
- 1907 : Cendrillon, ou la Pantoufle merveilleuse
- 1907 : Les Deux sœurs
- 1907 : Les Apprentissages de Boireau
- 1907 : Amour d'esclave
- 1907 : La Vie de Polichinelle
- 1907 : La Fille du bûcheron
- 1907 : Not' fanfare concourt
- 1907 : Le Pied de mouton
- 1908 : La Belle au bois dormant
- 1908 : La Vestale
- 1908 : Don Juan
- 1908 : Béatrix Cenci
- 1908 : Samson
- 1908 : Riquet à la houppe
- 1908 : Le Foulard merveilleux
- 1908 : Le Chat botté
- 1908 : La Belle et la Bête
- 1908 : Peau d'Âne
- 1908 : Corso tragique
- 1908 : Marie Stuart
- 1908 : L'Arlésienne
- 1908 : L'Homme aux gants blancs
- 1909 : L'Assommoir
- 1909 : Le roi s'amuse
- 1909 : La Mort du duc d'Enghien en 1804
- 1909 : Le Luthier de Crémone
- 1909 : Les Deux orphelines
- 1909 : Tarakanowa et Catherine II (La princesse Tarakanowa et Catherine II)
- 1909 : Cagliostro[5]

##### Années 1910
- 1910 : La Zingara
- 1910 : La Puissance du souvenir (ou Le Monstre)
- 1910 : Sous la terreur
- 1910 : Athalie
- 1910 : La Bouteille de lait
- 1910 : L'Honneur (ou Pour l'honneur)
- 1910 : Fra Diavolo
- 1910 : La Mariée du château maudit (ou La Fiancée du château maudit)
- 1910 : La Victime de Sophie (ou Victime de l'amour)
- 1910 : Le Voile du bonheur
- 1910 : L'Évadé des Tuileries (ou Une Journée de la Révolution)
- 1910 : La Vengeance de la morte (Le Portrait)
- 1910 : La Complice (ou L'Écharpe)
- 1910 : Fâcheuse Méprise
- 1910 : Quentin Durward
- 1911 : Le Roman de la momie (ou La Momie)
- 1911 : La Mauvaise Intention (ou L'Image)
- 1911 : Le Prix de vertu
- 1911 : L'Intrigante (ou L'Institutrice)
- 1911 : Les Deux Collègues
- 1911 : Péché de jeunesse (ou Le Roman d'un jour)
- 1911 : Le Courrier de Lyon ou L'Attaque de la malle-poste
- 1911 : L'Épouvante (ou Le Coucher d'une étoile)
- 1911 : La Danseuse de Siva
- 1911 : Le Spoliateur (ou L'Autre ou un drame en wagon)
- 1911 : Le Rideau noir
- 1911 : La Poupée de l'orpheline (ou La Poupée brisée)
- 1911 : L'Envieuse (ou Le Vol)
- 1911 : Les Deux Chemins (ou Les Deux Sœurs)
- 1911 : Un monsieur qui a un tic
- 1911 : Le Pain des petits oiseaux
- 1911 : Jacintha la Cabaretière  (ou Les Émotions de Jacintha)
- 1911 : Par respect de l'enfant (ou Le Sacrifice)
- 1911 : Deux Filles d'Espagne (ou Deux jeunes filles se ressemblent)
- 1911 : L'oiseau s'envole
- 1911 : Notre-Dame de Paris
- 1911 : Ducroquet a volé la Joconde (ou Gribouille a volé la Joconde)
- 1911 : Les Six petits tambours (1794)
- 1911 : Robert Bruce, épisode des guerres de l'indépendance écossaise
- 1911 : Les Aventures de Cyrano de Bergerac
- 1911 : Rabastens
- 1911 : Tristan et Yseult
- 1911 : Un clair de lune sous Richelieu
- 1911 : Pour voir Paris
- 1911 : La Vision de Frère Benoît (Frère Benoît)
- 1911 : Le Visiteur
- 1912 : La Bohème
- 1912 : La Fin de Robespierre (ou La Dernière charrette)
- 1912 : Un Amour de la du barry
- 1912 : Un tragique amour de Mona Lisa
- 1912 : Le Congrès des balayeurs (ou Le Congrès des maires)
- 1912 : Milord l'Arsouille
- 1912 : Les Mystères de Paris
- 1912 : Josette
- 1912 : Le Signalement
- 1913 : Les Misérables [6]
- 1913 : Le Nabab
- 1913 : L'Absent
- 1913 : Le Rêve interdit
- 1913 : Germinal
- 1913 : La Glu
- 1914 : Le Chevalier de Maison-Rouge
- 1914 : La Guerre du feu
- 1914 : Les Deux Gosses
- 1914 : Éternel amour
- 1914 : La Belle Limonadière
- 1914 : Marie Tudor (tourné en 1914, distribué en 1917)
- 1914 : Patrie (tourné en 1914, distribué en 1917)
- 1914 : Quatre-vingt-treize (tourné en 1914, distribué en 1921)

#### Aux États-Unis
- 1915 : The Face in the Moonlight
- 1915 : The Impostor
- 1915 : L'Émeraude fatale (The Flash of an Emerald)
- 1915 : Camille
- 1916 : The Feast of Life
- 1916 : La Vie de Bohème
- 1916 : Femmes de France (The Dark Silence)
- 1916 : La Loi commune (The Common Law)
- 1916 : La Vierge folle (The Foolish Virgin)
- 1917 : La Voie facile (The Easiest Way)
- 1917 : Mademoiselle Duchesse (American Maid)
- 1918 : Réconciliation (Daybreak)
- 1918 : Une infamie (Social Hypocrites)
- 1918 : La Petite Chocolatière (The Richest Girl)
- 1918 : La Maison du brouillard (The House of Mirth)
- 1918 : L'Occident (Eye for Eye)
- 1919 : Hors de la brume (Out of the Fog)
- 1919 : La Lanterne rouge (The Red Lantern)
- 1919 : Cœurs de vingt ans (Oh Boy!)
- 1919 : Le Ruisseau (The Virtuous Model)
- 1920 : Coureur de dot (The Fortune Teller)
- 1921 : Les Rapaces (The Inside of the Cup)
- 1921 : Immolation (The Wild Goose)
- 1922 : Sisters
- 1922 : La Vierge folle (The Young Diana)

### Comme producteur
- 1919 : Cœurs de vingt ans (Oh Boy!)
- 1919 : The Love Cheat de George Archainbaud
- 1919 : Le Ruisseau (The Virtuous Model)
- 1919 : Une demoiselle en détresse (A Damsel in Distress) de George Archainbaud
- 1919 : The Right to Lie d'Edwin Carewe
- 1920 : In Walked Mary de George Archainbaud

### Comme acteur
- 1913 : Le Nabab : le capitaine du navire
- 1915 : The Flash of an Emerald : lui-même
- 1919 : Cœurs de vingt ans / Oh Boy ! : le chef d'orchestre

### Comme scénariste
- 1905 : Le Chemineau
- 1914 : Madame Rigadin, modiste de Georges Monca
- 1916 : La Vierge folle (The Foolish Virgin)
- 1919 : The Parisian Tigress (réalisé par Herbert Blaché)